# Legija prekletih
Legija prekletih (izvirnik: De fordomtes Legion) je vojni roman danskega pisatelja Svena Hassla. Je prvi izmed serije avtorjevih romanov o 2. svetovni vojni.

## Zgodba
Začne se s tem da ga je vojaško sodišče določilo za večletno prisilno delo v taborišču zaradi dezerterstva. Bil je v več taboriščih, opravljal je številna grda dela, na koncu pa so ga poslali v nemški kazenski polk. Po napornem urjenju je bil poslan na vzhodno fronto. Tam je bil njihov polk vedno v najslabšem položaju. Zgodbo delajo zanimivo njegove dogodivščine s prijatelji. Dajejo si voljo do življenja, brez tega bi kmalu obupali in vsi pomrli.